# Huile de tung
L’huile de tung, ou huile d’abrasin ou huile de bois de Chine, est une huile jaune pâle extraite par pressage des graines oléagineuses de deux arbres du genre Vernicia (Vernicia fordii et Vernicia montana), de la famille des Euphorbiaceae, originaires du sud de la Chine. L’huile de tung provenant du Japon est extraite des graines du troisième arbre du genre Vernicia à savoir Vernicia cordata Thunb.
Les huiles provenant de ces deux premières espèces, endémiques en Chine, sont très similaires et sont souvent désignées par le même terme en chinois tongyou 桐油 (morph. tong-you « huile de tung ») ; le caractère 桐 est romanisé en tung dans l’ancienne romanisation Wade-Giles, mais en tong dans le système contemporain pinyin.
Actuellement, la tendance est de considérer l’espèce Vernicia fordii (ou abrasin) comme la seule source de l’huile de tung, comme on peut le voir sur l’encyclopédie chinoise en ligne Baidu Baike[réf. nécessaire] ou dans de nombreux articles scientifiques sur l’huile de tong publiés en Chine,.
Les graines contiennent environ 50–70 % d’huile (en masse).
C’est une des plus anciennes huiles de finition (en ébénisterie) connue, capable de former un film de couverture résistant, imperméable à l’eau,  semblable en cela à l’huile de lin, le pendant européen de l’huile de tung asiatique. Le lin fut cultivé dans le Croissant fertile (il y a plus de 11 000 ans où il a été domestiqué), en Égypte antique, en Grèce antique et en Gaule (Pline l’Ancien, HN, XIX, 7) où les populations tissaient des tissus de lin. L’huile de lin est largement utilisée en Europe occidentale depuis le XVe siècle dans les vernis et peinture (le peintre flamand Jan van Eyck (1390-1441) qui peignait sur bois, découvrit qu'en mélangeant à l'huile de lin à l'essence de térébenthine, l'huile sèche beaucoup plus vite). Le lin est une graine ramenée d’Asie centrale en Chine, par Zhang Qian (mort en -113).
En Chine l’huile de tung est utilisée depuis les dynasties Sui (580-618) et Tang (618-907). Elle était utilisée comme revêtement de protection des objets en bois, en tissu et papier, ainsi qu'à la fabrication de vernis, de laque, de peinture, d’encre de Chine noire, etc. En combinaison avec d’autres produits comme la chaux et des fibres végétales, elle servait au calfatage des navires.
L’huile de tung extraite à froid par pressage est jaune et translucide ; elle était utilisée pour vernir les meubles, les parapluies de papier et pour l’éclairage. L’huile extraite à chaud par pressage est épaisse, noirâtre, opaque et moins chère mais d’odeur fécale ; elle est utilisée dans le mastic pour calfater les navires. L'odeur de l'huile de tung fraîche change après un certain temps, elle prend une odeur assez peu agréable semblable à celle du lard rance et de l'huile de saindoux.
L’huile de tung sèche rapidement quand elle est exposée à l’air et polymérise en un revêtement résistant, durable, imperméable à l’eau, et résistant aux acides et bases, convenant bien pour la finition des meubles d’extérieur. Elle est aussi utilisée dans les vernis et peinture séchant rapidement, et comme agent imperméabilisant dans les linoléums, les toiles huilées.
L’huile de tung est toxique.

## Histoire

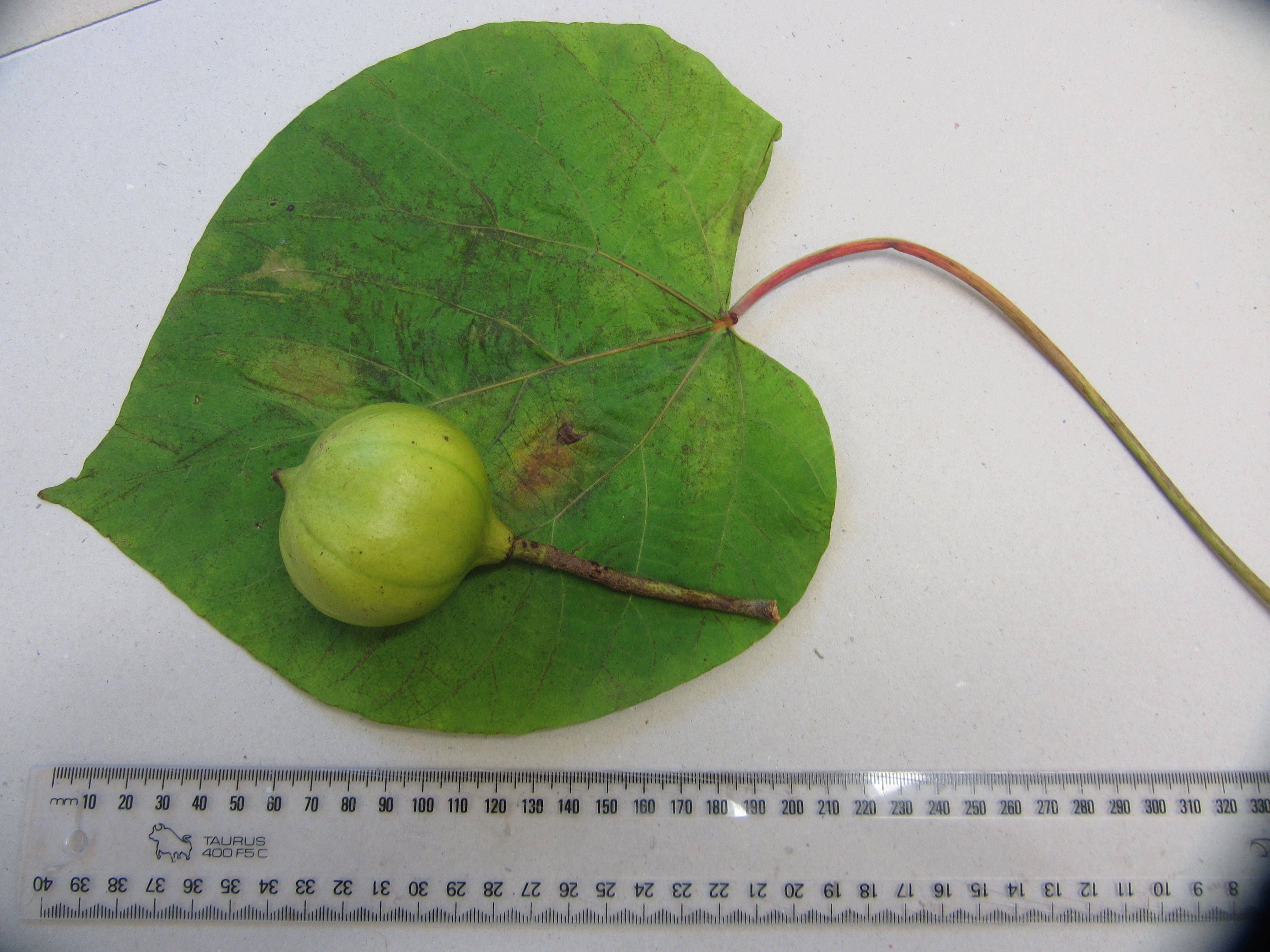
Feuille et fruit d’abrasin

### Chine
L’huile d’abrasin, fut découverte en Chine et devint une spécialité chinoise assez unique en son genre.
Les sources textuelles et les fouilles archéologiques indiquent que l’huile d’abrasin commença à être utilisée sous les dynasties Sui (581-618) et Tang (618-907). À cette époque, les navires étaient souvent enduits d’huile d’abrasin et les interstices des planches et les fissures étaient colmatées avec un mastic youhui  油灰 fait avec cette huile, de la chaux et des fibres de chanvre.
Sous la dynastie Tang (618-907), des abrasins commencèrent à être plantés et cultivés pour produire de l’huile.
L’huile d’abrasin est toxique et comme nombre de substances toxiques, elle fut utilisée à faible dose comme substance médicinale. L’ouvrage « Suppléments à la matière médicale » (本草拾遗 Běncǎo shíyí) publié en 692 par Chen Cangqi 陈藏器 indique que « l’abrasin yingzitong 罂子桐 est très toxique ; l’huile obtenue par pressage peut empoisonner un rat qui en mourra immédiatement ».
Sous la dynastie Song (960-1279), l’usage de l’huile d’abrasin s’élargit encore ce qui contribua au développement d’importantes plantations d’abrasins. Au XIe siècle, fut publiée la première monographie Tongpu 桐谱 par Chen Zhu 陈翥 sur les arbres tong. De grandes plantations d’abrasins se firent dans le Jiangnan 江南, région au sud de l’embouchure du Yangzi jiang. L’abrasin, alors appelé yingzitong 罂子桐 ou huzitong 虎子桐, connut le plus grand développement de sa culture dans le Sichuan et le Hunan.
Les preuves archéologiques de l’utilisation d’un enduit, nommé le chunam (朱南), utilisé pour calfater la coque des navires, nous viennent des analyses des restes d’un naufrage ayant eu lieu entre 1320 et 1430 dans le détroit de Karimata en Indonésie. Le chunam est une combinaison d’huile de tung et de sumac, employés avec des fibres. Produit qui ne fut pas connu hors de Chine avant l’arrivée des Portugais en 1516 en Chine.
Sous la dynastie Qing (1644-1911), la région orientale du Sichuan restait encore la principale région productrice d’huile de tung. D’après un dicton commun dans les campagnes « pas de montagne sans tung, pas de ménage sans tung ». Dans le Sichuan, les chroniques du xian de Cangxi 《苍溪县志》Cāngxī xiànzhì, indiquent que « ce xian (district) peut produire plusieurs milliers de hottes [de noix] de tung, chacun pesant environ 200 livres ; l’huile est de bonne qualité et vendue aux marchands de Shunyu ».
Au début de la République de Chine (1912-1949), l’huile de tung fut utilisée pour fabriquer de la peinture à un prix intéressant, pour répondre aux besoins de l’armée et de l’industrie.
Les États-Unis et les pays européens vinrent se fournir sur le marché chinois. À la veille de la Seconde Guerre mondiale, l’industrie de l’huile de tung atteignit son sommet.
Dans les premiers temps de la culture des abrasins, les agriculteurs fabriquaient de l’huile de tung pour s’éclairer et ne vendaient que leurs surplus. Puis de plus en plus d’utilisateurs se montrèrent intéressés par des usages nouveaux.
Les plus gros acheteurs d’huile de tung furent des propriétaires de bateaux, des charpentiers et des constructeurs de maisons. Pour l’entretien des navires et bateaux de bois, il était appliqué une douzaine de fines couches d’huile d’abrasin jusqu’à ce qu’elle pénètre bien à l’intérieur du bois et le rende imperméable. Les artisans passaient également à l’huile les seaux à eau en bois, les planchers des maisons, les poutres, les plinthes des meubles, les parapluies en papier, etc. L’huile non seulement pénètre bien en profondeur mais aussi elle forme en surface un fin film durable et hydrofuge qui conserve son élasticité et se déplace avec le bois.
Le commerce de l’huile de tung s’amplifia considérablement entre 1918 et 1937, tant en volume qu’en prix unitaire, avec 70 % de la production allant vers les États-Unis. La guerre sino-japonaise (1937-1945) a ruiné ce commerce et a poussé les États-Unis à développer de nouveaux produits de synthèse à base de pétrole.
À la fin du XXe siècle, les peintures et vernis de synthèse vinrent concurrencer l’huile de tung. La production d’huile de tung s’étiola entrainant un déclin rapide des surfaces cultivées.

### États-Unis
Après les vastes coupes de peuplements de pins pour le bois, les agriculteurs de la côte du golfe du Mexique ont cherché une culture intéressante pour ces immenses surfaces. Le prix et la qualité fluctuantes des huiles de tung importées de Chine ont incité à construire une filière de production locale.
En 1905, les premières graines d’abrasin ont été rapportées de Chine par le botaniste David Fairchild pour le compte de l'USDA (US Department of Agriculture). Après une phase d’expérimentation, le gouvernement incita les producteurs à planter des abrasins en offrant des plants d’un an gratuit. En 1927, il y avait environ 400 producteurs et plus de 404 000 ha d’abrasins cultivés dans la région d’Alachua en Floride.
En 1941, juste avant que les États-Unis ne s’engagent dans la Seconde Guerre mondiale, l’huile de tung fut déclarée article stratégique pour la défense : toute huile de tung produite devait être réservée à l’effort de guerre. Toutes les munitions et tous les navires étaient enduits de produits contenant de l’huile de tung. À la suite d’un embargo sur l’huile de tung chinoise, l’huile de tung américaine devint rentable.
La culture de l’abrasin s’est étendue de la Floride, à la Géorgie, l’Alabama, le  Mississippi, la Louisiane et le Texas. Mais la concurrence de l’huile de tung d’Argentine, associée à les pertes récurrentes dues aux gels d’arbres et aux cyclones tropicaux, provoquèrent des pertes sévères chez les producteurs. Quand s’ajouta la concurrence des produits de synthèses de substitution, les producteurs commencèrent à raser au bulldozer leurs plantation d’abrasins.

## Production

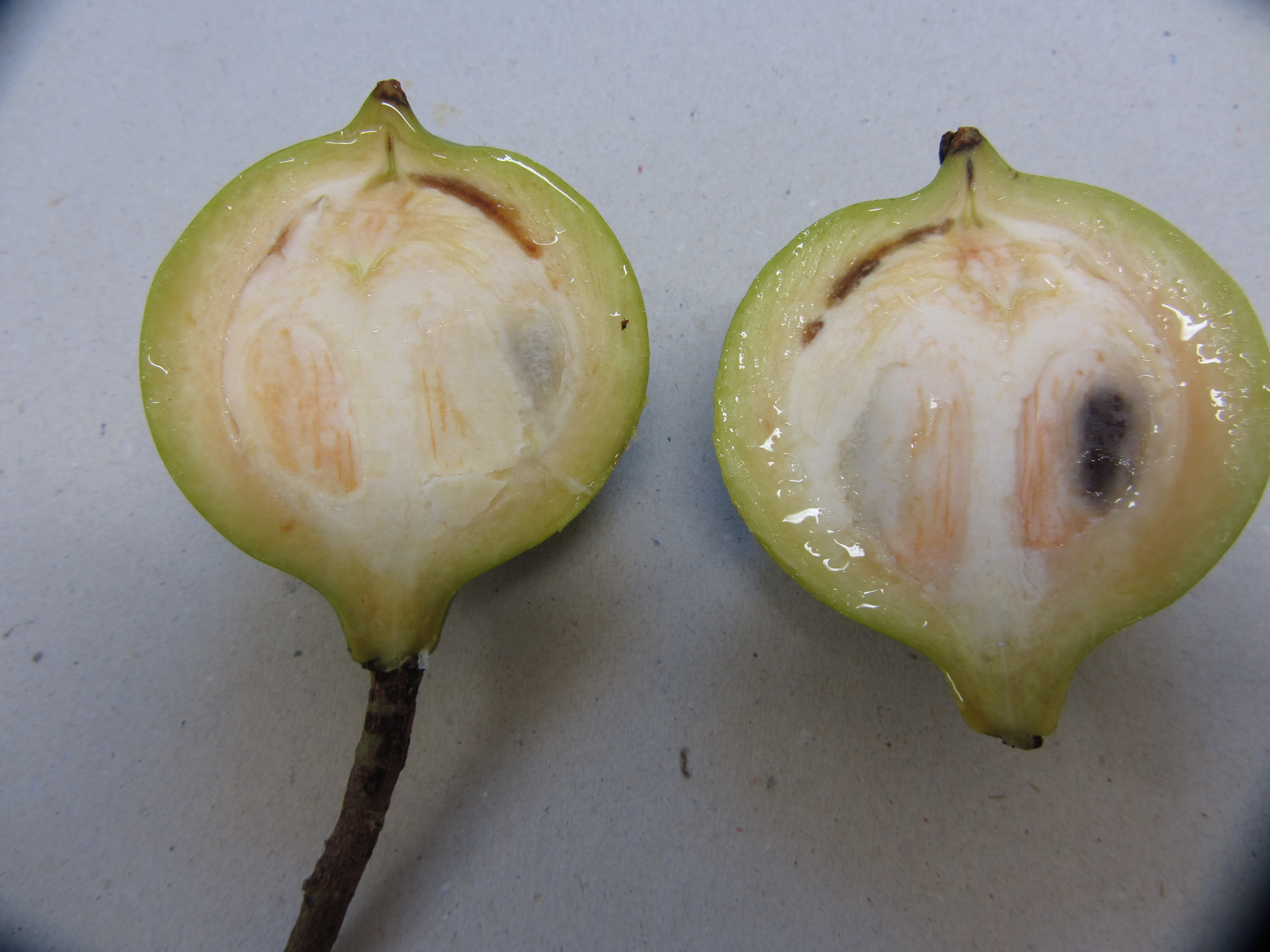
Fruit de Vernicia fordii fendu

Les arbres à huile de tung se développent dans un sol humide, bien drainé et légèrement acide. Les arbres commencent à porter des fruits au cours de leur troisième année et produisent des quantités commerciales à quatre ou cinq ans. Les meilleurs récoltes sont de 3 000 kg·ha-1.
L’huile de tung, produite à l’origine en Chine, peut maintenant être aussi obtenue aux États-Unis, en Argentine, en Chine, et dans la province du Nord-Est de l’Inde.
En Chine, les principales zones de production sont en premier le Sichuan, puis le Guizhou, le Hunan, Hubei, puis le Guangxi, Zhejiang, Shaanxi. Depuis le début du XXe siècle, la Chine a toujours été le principal exportateur d’huile de tung.
La production annuelle de fruits d’abrasin, à la fin des années 1990, était d’environ 500 000 t, produit sur une surface de 170 000 ha. La Chine assurait 85 % de la production mondiale : 450 000 t de fruits donnant 80 000 t d’huile, exportée à hauteur de 25 %. Les autres exportateurs importants étaient le Paraguay, l’Argentine.

## Toxicité
L’huile de tung est hautement toxique. Son contact prolongé avec la peau peut provoquer des dermatites, des inflammations longues à guérir.
L’intoxication survient lorsqu’elle est ingérée par erreur, confondue avec une huile alimentaire. Les symptômes d’intoxication surviennent dans les 40 min à 4 heures :
1. nausées, vomissements, diarrhées, sang dans les selles etc.
2. irritabilité, maux de tête, étourdissements, difficulté à respirer; dans les cas graves : convulsions, coma.
3. lésions rénales, néphrites.
4. lésions hépatiques[20].

La toxicité de l’huile vient de la présence d’esters di- et triterpéniques.

## Composition en acides gras
La valeur économique principale de l’huile de tung réside dans son acide α-éléostéarique, un acide gras polyinsaturé, possédant un système conjugué de trois doubles liaisons (C18 :3):
| Acides gras (en %) de l’huile de tung |                    |                      |                         |                            |                          |                          |
| a. palmitique C16:0                   | a. stéarique C18:0 | a. oléique C18:1, ω9 | a. linoléique C18:2, ω6 | a. α-linolénique C18:3, ω3 | a. α-éléostéarique C18:3 | a. β-éléostéarique C18:3 |
| 2,4                                   | 2,3                | 5,9                  | 7,6                     | 0,4                        | 77,2                     | 4,2                      |

Acide alpha-linolénique C18:3
Acide α-oléostéarique C18:3 Δ9cis,11trans,13trans
Acide β-éléostéarique C18:3 Δ9trans,11trans,13trans

Cette huile contient un pourcentage élevé (90-95 %) des triglycérides d'acides gras insaturés avec deux ou trois doubles liaisons carbone-carbone non conjuguées (C=C). Celles-ci sont responsables de leur « séchage », en fait un processus chimique complexe connu sous le nom de polymérisation oxydative, impliquant les doubles liaisons C=C et l'oxygène de l'atmosphère. C’est donc la transformation du film de couverture de l'état liquide à l'état solide qui est responsable des propriétés siccatives de l'huile.  
Les acides α- et  β-éléostéariques sont des isomères de l’acide α-linolénique qui possèdent un système conjugué de trois doubles liaisons. Ils représentent plus de 80 % des acides gras. La forme β de l’huile est plus stable que la forme α qui tend à se convertir lentement pendant des années en la forme β. Après une exposition plus ou moins longue à l’air, ils durcissent en formant un film dur et solide à la surface de l’objet huilé, mate, imperméable et résistant aux alcalis. Cette caractéristique de polymérisation oxydative fait de l’huile de tung un excellent produit à utiliser dans l’industrie des peintures et vernis. Utilisée comme produit de finition, elle modifie légèrement la couleur naturelle du bois et en réhausse la beauté.
C’est aussi l’acide éléostéarique qui fait de l’huile de tung un purgatif violent lorsqu’on le prend par voie interne. Il est irritant pour les muqueuses et peut endommager le foie et les reins[réf. nécessaire].
Au XXe siècle, l’huile de tung additionnée de monoxyde de plomb a permis de faire un antirouille efficace.

## Utilisations

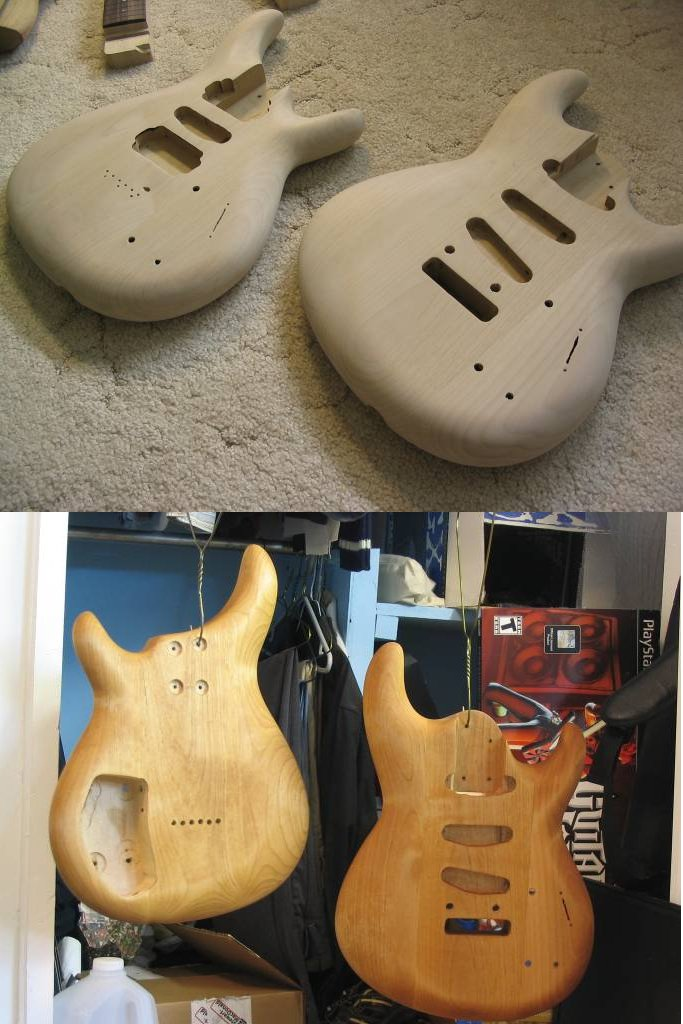
Corps de guitare en aulne, brut ou enduit d’huile de tung

L’huile de tung a d’abord été utilisée par les paysans chinois qui cultivaient l’abrasin pour s’éclairer. Mais c’était une bien piètre huile pour les lampes car elle produisait une fumée noire, nauséabonde et suffisamment toxique pour pouvoir donner des maux de tête. Les meilleures huiles d’éclairage étaient l’huile de la graine de l’arbre à suif (Triadica sebifera), l’huile de colza, de lin etc.
Elle était traditionnellement appliquée sur les objets en bois comme les seaux à eau, les poutres, les planchers, les meubles ou sur des toiles ou du papier pour imperméabiliser des vêtements ou les parapluies en papier.
Sous les dynasties Ming et Qing, le mobilier d’intérieur recevait souvent un traitement de surface avec l’huile de tung, en particulier dans le Sud où les abrasins sont cultivés. Actuellement, le bois extérieur des portes et fenêtres peut être huilé par mesure de protection mais c’est rarement le cas des meubles d’intérieur. À l’époque impériale, on ajoutait de la colophane en poudre à l’huile comme agent de séchage. Actuellement, si les meubles sont finis à l’huile de tung, une certaine quantité de solvant organique est ajouté pour accélérer le processus de séchage. Mais ces solvants organiques affectent la qualité de l’air intérieur.
L’huile de tung a été et continue à être très utilisée pour la fabrication de laque, de vernis, de peintures, d’encre de Chine noire etc. Elle assure un « séchage chimique » rapide de ces substances, en se polymérisant. Les huiles de tung de  moindres qualités servaient à la fabrication de savons ou de linoleum.
De nos jours, l’huile de tung, sous forme pure ou dans des formulations avec d’autres huiles et catalyseurs, est commercialisée comme enduit de finition de navire, résistant à la corrosion saline ou comme traitement du bois, à séchage rapide et non noircissant.
Les ponts en bois des bateaux sont soumis aux dommages causés par les UV, l’humidité, l’eau stagnante, la pollution, les champignons et les variations de températures. L’action hydrophobe de l’huile tung réussit très bien dans les vernis marins.
Les vernis marins classiques contiennent :
1. de l’huile de tung (ou de lin), ayant un rôle hydrophobe
2. une résine, un liant formant un film de type glycéro-phtalique (ou alkyde) à base d’huile modifiée par cuisson ou d’alkyde-uréthane etc.
3. un ou plusieurs solvants (qui s’évaporent), un siccatif pour accélérer le séchage
4. des filtres UV.

Ces vernis sont appliqués en 4 à 9 couches, séparées par un ou deux jours pour le séchage.
En menuiserie et ébénisterie, deux à quatre couches d’huile de tung suffisent pour protéger le support. On applique l’huile avec un chiffon en une mince couche. Après 20 à 30 min on essuie minutieusement pour ne pas laisser d’excédent à la surface du bois ce qui pourrait garder la surface légèrement collante.
Le traitement thermique de l’huile de tung est un processus fondamental pour la préparer à servir de revêtements. Lorsqu'elle est chauffée à hautes températures, elle a tendance à se gélifier plus rapidement.
Les coques de navires et autres pièces d’acier ou alliages immergés dans l’eau de mer ont aussi grand besoin d’être protégé de la corrosion. Les peintures sous-marines qui doivent sécher à froid, peuvent comporter des couches primaires anticorrosion comportant des vernis gras à l’huile de tung.
Autres usages:
Les feuilles, l’huile d’abrasin et les graines sont utilisées comme insecticide contre les pucerons, chenilles, mouches, courtilières...
Les fruits immatures, les graines, l’huile d’abrasin, les fleurs, les racines et les feuilles font partie de la matière médicale chinoise.